# Raúl de Cárdenas Echarte
Raúl de Cárdenas Echarte (1884-1979) fue un político cubano, vicepresidente de Cuba en el período 1944-1948, bajo la presidencia de Ramón Grau San Martín.

## Orígenes y primeros años
Nació el 4 de diciembre de 1884, en La Habana, hijo del matrimonio conformado por Julio de Cárdenas y Rosa Echarte, ambos de origen aristocrático. 
Tuvo siete hermanos, de entre los cuales, destacaba la belleza física de su hermana Elena, quien llegó a ser la modelo para la Estatua de la República, en el Salón de los Pasos Perdidos del Capitolio Nacional de Cuba, por aquel entonces, sede del Senado de la República. 
Ya adulto, Raúl de Cárdenas contrajo matrimonio con Dulce María Blanco y Valdés-Rodríguez. Con su esposa, tuvo cuatro hijos llamados Rosa, Hortensia, Josefina y Roberto. Por esta época, el padre de Raúl, Julio, fungió como fiscal del Tribunal Supremo de la República.

## Vida posterior
Por su parte, el joven Raúl de Cárdenas, fue presidente del patronato encargado de fiscalizar las obras del Acueducto de La Habana. También fue rector del Centro de Propiedad Urbana. Ocupó el cargo de secretario de Justicia.
Durante las primeras décadas de la República, el Congreso fue dirigido por el militar y político italo-cubano Orestes Ferrara, mientras que Raúl de Cárdenas y Enrique Roig fungían como secretarios de dicho congreso. 
Durante la presidencia constitucional de Ramón Grau San Martín (1944-1948), Raúl de Cárdenas desempeñó varios cargos, entre ellos, el de vicepresidente de la República. Tras cesar en su función, en 1948, se unió a organizaciones cívicas que apoyaban al Partido Ortodoxo.

## Últimos años y muerte
En las últimas décadas de su vida, ya retirado de la vida pública, residió en el Vedado hasta su fallecimiento, por causas naturales, en 1979, a los 95 años de edad. 